# Droit svalbardais
Le droit svalbardais est le droit découlant de l'application de la loi sur le Svalbard adoptée par le Parlement norvégien.

## Sources du droit

### Traité concernant le Spitzberg
Le traité, signé le 9 février 1920, fut signé à Paris dans le contexte des négociations faisant suite à la Première Guerre mondiale. Le traité reconnait la souveraineté norvégienne tout en y ajoutant des limitations :
- l'imposition est autorisée mais aux seules fin de soutenir le Svalbard et son gouvernement[1].
- la préservation de l'environnement : la Norvège doit s'engager pour le respect de l'environnement.
- la non-discrimination : tous les citoyens et toutes les entreprises de chaque nation sont autorisées à devenir résidente du Svalbard. Elles ont le droit de pêcher, chasser et de se lancer dans des activités maritime, industrielle, minière ou commerciale. Les résidents norvégiens doivent respecter le droit norvégien bien que l'autorité norvégienne ne peut pas faire de discrimination entre les résidents sur la base de leur nationalité[2].
- et les restrictions militaires : l'article 9 interdit l’installation de fortification ou de bases navales et l'usage du Svalbard à des fins militaires. Cependant, l'île n'est pas entièrement démilitarisée[3].

### Loi sur le Svalbard
Le droit pénal norvégien, le droit civil norvégien et les procédures correspondantes sont applicables au Svalbard, sauf dispositions contraires. Les autres lois s'appliquent lorsque les Svalbard sont explicitement cités.

### Activités réglementaires du Conseil communautaire de Longyearbyen
Le Conseil communautaire de Longyearbyen a les mêmes responsabilités que les kommuner de Norvège dont les services publics, l'éducation, la culture, les services d'incendies, les routes et les ports.

## Sources

## Compléments